# ミイヤ事件
ミイヤ事件（みいやじけん）とは、2002年に発覚した事件。
長野県上田市の事業団体代表の女が、石原慎太郎の娘を名乗り、近所の主婦たちから、会社設立資金の名目で2000年からの約2年間に少なくとも約9億円を集めていたもの。代表の女は会見を行い否定したが、2002年9月に事務所で自殺した。

## 概要
会社は、長野県上田市材木町の「ミイヤコーポレーション」。2000年11月にワイン製造販売やファッション関連産業などの事業を展開する予定で事務所を開いた。代表のA（2002年9月当時49歳）は「石原慎太郎（当時東京都知事）の娘」と騙り、故石原裕次郎氏が設立したプロダクション「石原プロモーション」と事業をする、知事が支援する、出資金が倍になると謳って、知人らから金を集めた。出資者の一部は社員に取り込み、社員がその知人からも金を集めたという。口コミで出資を募ったため、出資者は上田市とその周辺の人間がほとんどだった。
出資金を集める際は、元金を含んだ配当を約束する出資金形式の場合のほかに、借金を持ちかけるケースもあったといい、期限が迫ると、新たに金を集めて切り回していたらしい。 
事務所開設時に「石原慎太郎」「石原家一同」などと書かれた花が届いたほか、事務所に「石原プロの女性」を名乗る電話が頻繁にかかってきた。元社員は 「こうした手口で、社員も含め信用させていた」と語る。事業企画書にも石原プロモーションとの連携を明記するなどしていた。
会計処理の一部を担当した元同社幹部、被害者の会によると、１人当たり10万円から5000万円で、「10日間で3割の利子を付けて返す」とし、上田市や周辺の町村の約140人から9億500万円を集めた。返済を求めてきた場合は全額や一部を渡したが、2002年7月までの返済総額は3億1700万円に留まった。 
関係者によると、約束の期限がきても金が払われないケースがほとんどであった。会社は2001年11月20日に事務所を開設したが、2002年8月時点でも未登記のままで、石原都知事も「荒唐無稽な話。女性とは一切無関係」と話していた。出資者の一部は「だまされた」と訴え、8月26日に代表らを上田署に被害を訴えた。これに対し代表は8月29日に事務所で100人の報道陣を前に会見し「都知事の娘ではない」「集めたお金は1億5000万円で半分は返している。私の知らないところでスタッフがミイヤを利用してやったこと。こちらも被害者」と話していた。都知事との血縁関係については、「それは来週話します」と言明せず、2度目の会見を弁護士同席で開く予定であった。しかし2002年9月5日、事務所で死亡しているのが発見、自殺とみられる。上田署でも詐欺の疑いがあるとみて捜査を始める方針だったが、以後の動きは不明である。

## その他
代表は死亡する前日にスポーツ報知の単独インタビューに応じていた。ここでは
- 石原慎太郎と親交があるという某銀行の頭取から「都知事と女優の卵の間にできた子どもだと告げられた」、「本当の母親だという女性の写真を見せられた。私を産んで間もなく亡くなった」、石原氏本人とも1度だけ、2000年秋に軽井沢で会い、車の中で10分ほど話したが、娘だという話は出なかった[6]。
- 「某銀行の頭取に会ってから石原の昔の側近という人間から、石原プロをバックアップする事業があるからやらないか、と声を掛けられた」
- 集めた資金はすべて東京にあり、事業を勧めた人物が弁護士、会計事務所と連絡を取り合うような形でやっていたので、私は細かい金額などはわからない
- 弁護士は7人いるが2人しか知らない。会計事務所とも電話連絡しかない

と話していた。
- 田中真紀子、タモリ、ビートたけしら著名人も出資することになっているなどとも謳っていた。